# Oleksij Koval'čuk
Oleksij Koval'čuk (in ucraino Олексій Ковальчук?; Kiev, 18 settembre 1989) è un giocatore di poker ucraino.
Detiene due braccialetti WSOP. Il primo lo vince alle WSOP 2011 nell'evento $2.500 No Limit Hold'em Six Handed; il secondo alle WSOP 2012 nell'evento $2.500 Omaha/Seven Card Stud Hi-Low Split 8 or Better.
All'agosto 2012, ha guadagnato oltre 2 milioni di dollari in tornei.